# Michael Ridpath
Michael Ridpath (* 1961 in Devon) ist ein englischer Bestsellerautor und ehemaliger Banker.

## Leben
Ridpath ist in Yorkshire aufgewachsen und lebt mit seiner Familie in London. Er arbeitete nach dem Studium in Oxford als Trader für eine internationale Großbank, als er mit 29 Jahren seine erste Geschichte schrieb. 1995 landete er mit seinem Buch Der Spekulant seinen ersten Bestseller. Mit Fluch begann er eine Serie mit dem Kriminalpolizisten Magnus Jonson, der aus Boston zurück in sein Geburtsland Island kommt.

## Bibliografie (Auswahl)
- Der Spekulant. 1995, ISBN 3-455-06322-5
- Tödliche Aktien. 1996, ISBN 3-442-43893-4
- Der Marktmacher. 1999, ISBN 3-455-06324-1
- Feindliche Übernahme. 2000, ISBN 3-455-06325-X
- Das Programm. 2002, ISBN 3-455-06321-7
- Fatal Error. 2004, ISBN 3-455-06319-5

Alex Calder
- Absturz. 2006 (OT: On the Edge, ISBN 3-499-24360-1)
- Jagd. 2007 (OT: See no Evil, ISBN 3-455-40085-X)

Fire and Ice
- Fluch. 8/2010 (OT: Where the Shadows Lie, Hoffmann und Campe Verlag, ISBN 3-455-40265-8)
- Wut. 3/2012 (OT: 66° North) Hoffmann und Campe Verlag, ISBN 3-455-40327-1